# Ormoy (Essonne)
 Ormoy  es una población y comuna francesa, ubicada en la región de Isla de Francia, departamento de Essonne, en el distrito de Évry y cantón de Mennecy.

## Demografía
| 393 | 448 | 708 | 715 | 904 | 1241 |
| Para los censos de 1962 a 1999 la población legal corresponde a la población sin duplicidades (Fuente: INSEE [Consultar]) |     |     |     |     |      |